# Madracis asperula
Madracis asperula là một loài san hô trong họ Astrocoeniidae. Loài này được Milne Edwards & Haime mô tả khoa học năm 1850.